# 綾瀬川三左エ門
綾瀬川 三左エ門（あやせがわ さんざえもん、1849年（嘉永2年）または1850年（嘉永3年） - 1887年（明治20年）8月29日）は、大阪府大阪市（旧摂津国西成郡）出身で雷部屋に所属した力士。大坂相撲時代には枝川部屋、東京へ移行してからは梅ヶ谷部屋にも所属していた。本名は北井 三右衛門（後に宮下に改姓）。身長は不明、体重は95kg。小兵力士だった。最高位は東前頭5枚目。

## 人物
最初は大坂相撲に所属。1885年1月、東上して東前頭9枚目格番付外でデビューした。この場所3勝2敗2休3分の好成績を挙げ、幕内に定着した。その後、2年余り相撲を取っていたが、1887年5月場所終了後の8月29日に急死した（死因及び死没場所は不明）。没年齢は36歳〜38歳。
幕内6場所、17勝19敗7分1預16休の成績を残した。
改名歴は3回ある：真力→亀鶴山→綾瀬川 三左エ門